# Aire urbaine de Lannemezan
L'aire urbaine de Lannemezan est une aire urbaine française centrée sur la commune de Lannemezan (Hautes-Pyrénées). Composée de douze communes, elle comptait 9 855 habitants en 2012.

## Composition selon la délimitation de 2010
| Nom                 | Code Insee | Statut | Superficie (km2) | Population (dernière pop. légale) | Densité (hab./km2) |
| ------------------- | ---------- | ------ | ---------------- | --------------------------------- | ------------------ |
| Lannemezan (siège)  | 65258      |        | 19,03            | 5 810 (2022)                      | 305                |
| Bizous              | 65094      |        | 3,18             | 128 (2022)                        | 40                 |
| Campistrous         | 65125      |        | 10,12            | 314 (2022)                        | 31                 |
| Cantaous            | 65482      |        | 5,68             | 433 (2022)                        | 76                 |
| Clarens             | 65150      |        | 11,3             | 502 (2022)                        | 44                 |
| Escala              | 65159      |        | 3,88             | 351 (2022)                        | 90                 |
| Houeydets           | 65224      |        | 7,53             | 284 (2022)                        | 38                 |
| Lagrange            | 65245      |        | 3,58             | 255 (2022)                        | 71                 |
| Pinas               | 65363      |        | 5,93             | 445 (2022)                        | 75                 |
| Tuzaguet            | 65455      |        | 7,72             | 425 (2022)                        | 55                 |
| Uglas               | 65456      |        | 8,54             | 274 (2022)                        | 32                 |
| Villeneuve-Lécussan | 31586      |        | 16,1             | 570 (2022)                        | 35                 |